# Onverwacht
Onverwacht (en sranan tongo: Bose) es una localidad y capital del distrito de Para en Surinam, en la zona de Jawasikreek. La misma posee una población de unos 2000 habitantes.
Originalmente Onverwacht era una plantación de tabaco. Durante la primera mitad del siglo XVIII, la misma recibió la denominación en sranan tongo de "Bose", en honor a su dueño que se apellidaba Bossé.
Luego de que se aboliera la esclavitud en 1863, ocho ex-esclavos compraron extensiones de tierra en la región y comenzaron una forestación dedicándose a la explotación forestal. En 1968 la administración creó un centro administrativo y el distrito de Para, pasando la villa a ser su capital.

## Estación de ferrocarril
Hasta mediados de 1980 Onverwacht era una estación de la línea de ferrocarril de Lawaspoorweg que había sido construida entre 1903 y 1912. Esta línea férrea fue diseñada para el transporte de personas y oro desde Lawagebied a Paramaribo. La ruta iba desde Vaillant Square en Paramaribo hasta la Cable Station, que recibía ese nombre a causa cablecarril de 300 m que existía allí. Hubo intentos del hombre de negocios Peter Sul en la década de 1990 de reactivar la línea para fines turísticos.